# (467163) 2016 EY100
(467163) 2016 EY100 es un asteroide perteneciente al cinturón de asteroides, descubierto el 1 de octubre de 2008 por el equipo Spacewatch desde el Observatorio Nacional de Kitt Peak (Arizona, Estados Unidos).